# Harry F. Byrd Jr.
Harry Flood Byrd Jr. (ur. 20 grudnia 1914 w Winchester w stanie Wirginia, zm. 30 lipca 2013 tamże) – amerykański polityk.

## Życiorys
Harry Byrd urodził się 20 grudnia 1914 roku. Służył w Marynarce Wojennej podczas II wojny światowej. W latach 1965–1983 był senatorem. W 1970 roku zerwał z Partią Demokratyczną, gdy odmówił podpisania przysięgi na poparcie kandydata demokratów na prezydenta. Zmarł 30 lipca 2013 roku w wieku 98 lat.